# دوئلا
دوئلا (انگلیسی: Duella) یک واحد پولی روم باستان بود که وزنی معادل یک سوم اونس روم ( 9.056 گرم) داشت.